# 保利娜·普法伊夫
保利娜·亚历山德拉·普法伊夫（德語：Pauline Alexandra Pfeif，2002年5月7日—），德国女子跳水运动员，2025年夏季世界大学生运动会混合团体金牌得主、女子双人10米跳台银牌得主和女子10米跳台铜牌得主、2025年世界锦标赛女子10米跳台银牌得主。